# Willem Duyn
Wilhelmus Jacobus Duyn (Haarlem, 31 marzo 1937 – Almelo, 4 dicembre 2004) è stato un cantante olandese, che faceva parte, con il nome di Big Mouth, del duo Mouth & MacNeal (1971 - 1974), e, in seguito del duo Big Mouth & Little Eve (1975 - 1978).

## Biografia
Willem Duyn nacque a Haarlem, nei Paesi Bassi, il 31 marzo 1937.
Soprannominato "Big Mouth" per via del suo vocione, iniziò la carriera negli anni sessanta come batterista e/o cantante in vari gruppi quali gli Speedway, Les Etoiles, i JayJays, ecc.
Con la cantante Sjoukje Lucie van't Spijker, in arte Maggie MacNeal, formò in seguito (dal 1971 al 1974) il duo Mouth & MacNeal.
Con il duo Mouth & MacNeal, portò al successo internazionale canzoni come How Do You Do? (1972), Hello-A (1972) e I See A Star (1974) che si classificò terza all'Eurovision Song Contest 1974 di Brighton (quello rimasto nella storia per la vittoria degli svedesi ABBA). Lo stesso anno parteciparono al Festival di Sanremo con "Ah! L'amore".
Dopo lo scioglimento del duo Mouth & MacNeal, nella seconda metà degli anni settanta formò con Ingrid Kup, che poi sarebbe diventata sua moglie, il duo Big Mouth & Little Eve: il nuovo duo non ottenne tuttavia lo stesso successo di Mouth & MacNeal.
In seguito, dopo lo scioglimento anche di questo sodalizio artistico nel 1978, iniziò la carriera da solista.
Nel 1979, incise un singolo dal sapore autobiografico dal titolo Willem, che ebbe un buon riscontro di vendite.
Nel 1980, pubblicò il primo album da solista, dal titolo Willem Duyn.
Nella seconda metà degli anni novanta, pubblicò altri singoli da solista, che non ottennero un gran successo.
Nel 1999, incise il singolo Piet Hein 2000, ispirato agli Europei di calcio del 2000, che si tennero nei Paesi Bassi e in Belgio.
È scomparso nella notte tra il 3 e il 4 dicembre 2004 per un arresto cardiaco all'età di 67 anni.

## Discografia da solista

### Album
- 1980 Willem Duyn
- 1984 Wat maakt dan nou uit
- 1990 Nachtstapper
- 1992 Niet normaal meer (raccolta)
- 2003 Greatest Hits (Hollands Glorie)

### Singoli
- 1979 Ik dacht niet te kunnen leven/Suukzeven
- 1979 Willem/Barend's ABC
- 1980 Dag dikke olifant/Goeiemorgen
- 1980 Marie An/Levenslang
- 1980 Zal ik een krekel wezen/Intercity
- 1981 Angelina - Oh mamma/Hans, Frans, Dennis en Marianne
- 1982 Wat een rare man/Sonja ga jij met me mee
- 1982 Je zeurt te veel/Zonder jou
- 1982 It hurts to much/Je zeurt te veel
- 1983 Ik neem de eerste trein naar Zandvoort/Voor jou
- 1984 Ik word ziek van aerobic/Zwemmen
- 1984 Stamcafé/Een lied voor jou
- 1984 Wat maakt dat nou uit/Een lied voor jou
- 1986 Kom nou Elles/Muziek Start
- 1987 Opa is verliefd/Dat gewicht van jou
- 1988 Lola/Een lekker leven leven
- 1989 M'n Allessie/M'n Allessie (sub mix)
- 1994 Score met die hap
- 1995 Ruwe bolster, blanke pit
- 1996 Terug naar de basis
- 1996 Nachtstapper/Lekker Wijf
- 1997 Heilige Clint Eastwood/Spijkerhard
- 1999 Als jij er was/Als jij er was (karaoke)
- 1999 Piet Hein 2000